# 源有房
源 有房（みなもと の ありふさ）は、平安時代後期の貴族。村上源氏、大蔵卿・源師行の子。後三条源氏、左大臣・源有仁の養子。官位は正四位下・左近衛権中将。周防中将と号した。沒年未詳。

## 経歴
近衛天皇及び二条天皇・六条天皇・高倉天皇・安徳天皇の5朝で殿上人を務める。後白河朝には昇殿に与る事はなかったものの、保元2年（1157年）に但馬守に任ぜられ、翌保元3年（1158年）には、かつて久安2年（1149年）に実父・源師行が既に長門守重任と正四位上叙位の形で褒賞を受けている高松殿造営の功が改めて論じられ、有房は従五位上に叙された。
ところが、平治元年（1159年）平治の乱が発生すると、有房は叔父の源師仲と共に藤原信頼に味方したために解官される。しかし、翌平治2年（1160年）には早くも侍従に任ぜられて官界に復帰。その後は、仁安元年（1166年）左近衛権少将、仁安3年（1168年）従四位下、承安2年（1172年）従四位上、治承2年（1178年）正四位下と、平忠盛の娘を妻とした平家との縁戚関係や後白河上皇との関係を背景に比較的安定した昇進を遂げたが、公卿昇進はならなかった。また、治承4年（1180年）の福原遷都では、平氏との親しい関係から有房も新都に赴いている。
養和元年（1181年）左近衛権中将に昇任されるが、それから程なく出家したとみられる。
なお、同時代に式子内親王の斎院別当を務めた同姓同名の人物（源顕仲の子）がいるが、こちらは極位は正五位下に留まり、四位に昇った本項の有房との比較は容易である。

## 人物
和歌や笙に優れた。勅撰歌人として『新勅撰和歌集』に2首採録されている他、『有房中将集』という私歌集がある。仁安元年（1166年）『中宮亮重家歌合』など、多くの歌合や歌会に参加している。

## 官歴
- 時期不詳：従五位下
- 保元2年（1157年） 3月26日：但馬守[3]
- 保元3年（1158年） 日付不詳：従五位上
- 平治元年（1159年） 12月27日：解官[4]
- 平治2年（1160年） 日付不詳：侍従
- 時期不詳：正五位下[5]
- 仁安元年（1166年） 8月27日：左近衛権少将[5]
- 仁安3年（1168年） 正月6日：従四位下[3]
- 承安2年（1172年） 正月19日：従四位上（朝覲行幸行事賞、建春門院御給）[6]
- 安元元年（1175年） 9月13日：見兼周防守[5]
- 治承2年（1178年） 正月5日：正四位下（院当年御給）[7]
- 養和元年（1181年） 11月28日：左近衛権中将[8]
- 養和2年（1182年） 12月7日?：止中将[9]

## 系譜
『尊卑分脈』による。
- 養父：源有仁
- 父：源師行
- 母：藤原清兼の娘
- 妻：信西の娘
- 妻：平忠盛（または平清盛）の娘
  - 男子：源有通
- 生母不詳の子女
  - 男子：源盛房
  - 男子：源具房
  - 男子：源有定
  - 男子：道慶
  - 女子：高倉院中納言典侍